# Айнаколь (Буландинський район)
Айнако́ль (каз. Айнакөл) — село у складі Буландинського району Акмолинської області Казахстану. Адміністративний центр Айнакольського сільського округу.
Населення — 234 особи (2021; 467 у 2009, 638 у 1999, 745 у 1989).
Національний склад станом на 1989 рік:
- казахи — 55 %;
- росіяни — 22 %.

До 2007 року село називалося Красноводське.